# كرة السلة في ألعاب البحر الأبيض المتوسط 2022
أقيمت بطولة كرة السلة 3×3 في ألعاب البحر الأبيض المتوسط 2022 في وهران في الفترة من 30 يونيو إلى 3 يوليو 2022.

## ملخص الميدالية
| الألعاب | الذهبية                                                                            | الفضية                                                                      | البرونزية                                                                           |
| ------- | ---------------------------------------------------------------------------------- | --------------------------------------------------------------------------- | ----------------------------------------------------------------------------------- |
| رجال    | فرنسا · Arthur Bruyas · Léopold Delaunay · Marcus Gomis · Lorenzo Thirouard-Samson | صربيا · Miloš Antić · Nikola Kovačević · Stefan Momirov · Nemanja Stanković | إسبانيا · Guillem Arcos · Isaac Mayo · Unai Mendicote · Pablo González              |
| سيدات   | إسبانيا · Aina Ayuso · Carolina Guerrero · Natalia Rodríguez ‏ · Helena Pueyo       | فرنسا · Camille Droguet · Anna Ngo Ndjock · Marie Pardon · Emma Peytour     | إيطاليا · Giulia Bongiorn · Beatrice Del Pero · Sara Madera · Giovanna Elena Smorto |

## الدول المشاركة
| الفدرالية                   | الدولة                                                                   |
| --------------------------- | ------------------------------------------------------------------------ |
| الاتحاد الأفريقي لكرة السلة | الجزائر مصر تونس                                                         |
| الاتحاد الأوروبي لكرة السلة | كرواتيا قبرص فرنسا اليونان إيطاليا البرتغال صربيا سلوفينيا إسبانيا تركيا |

| الفدرالية                   | الدولة                                                      |
| --------------------------- | ----------------------------------------------------------- |
| الاتحاد الأفريقي لكرة السلة | الجزائر مصر تونس                                            |
| الاتحاد الأوروبي لكرة السلة | فرنسا اليونان إيطاليا البرتغال صربيا سلوفينيا إسبانيا تركيا |

## روابط خارجية
- موقع رسمي نسخة محفوظة 6 يونيو 2022 على موقع واي باك مشين.
- كتاب النتائج